# بخش دهلی، شهرستان ردوود، مینه سوتا
بخش دهلی (به انگلیسی: Delhi Township) یک منطقهٔ مسکونی در ایالات متحده آمریکا است که در شهرستان ردوود، مینه‌سوتا واقع شده‌است.
 بخش دهلی ۸۶٫۰ کیلومتر مربع مساحت و ۲۹۸ نفر جمعیت دارد و ۳۱۴ متر بالاتر از سطح دریا واقع شده‌است.